# Anadistichona aurata
Anadistichona aurata är en tvåvingeart som beskrevs av Townsend 1934. Anadistichona aurata ingår i släktet Anadistichona och familjen parasitflugor. Inga underarter finns listade i Catalogue of Life.